# Alexander John

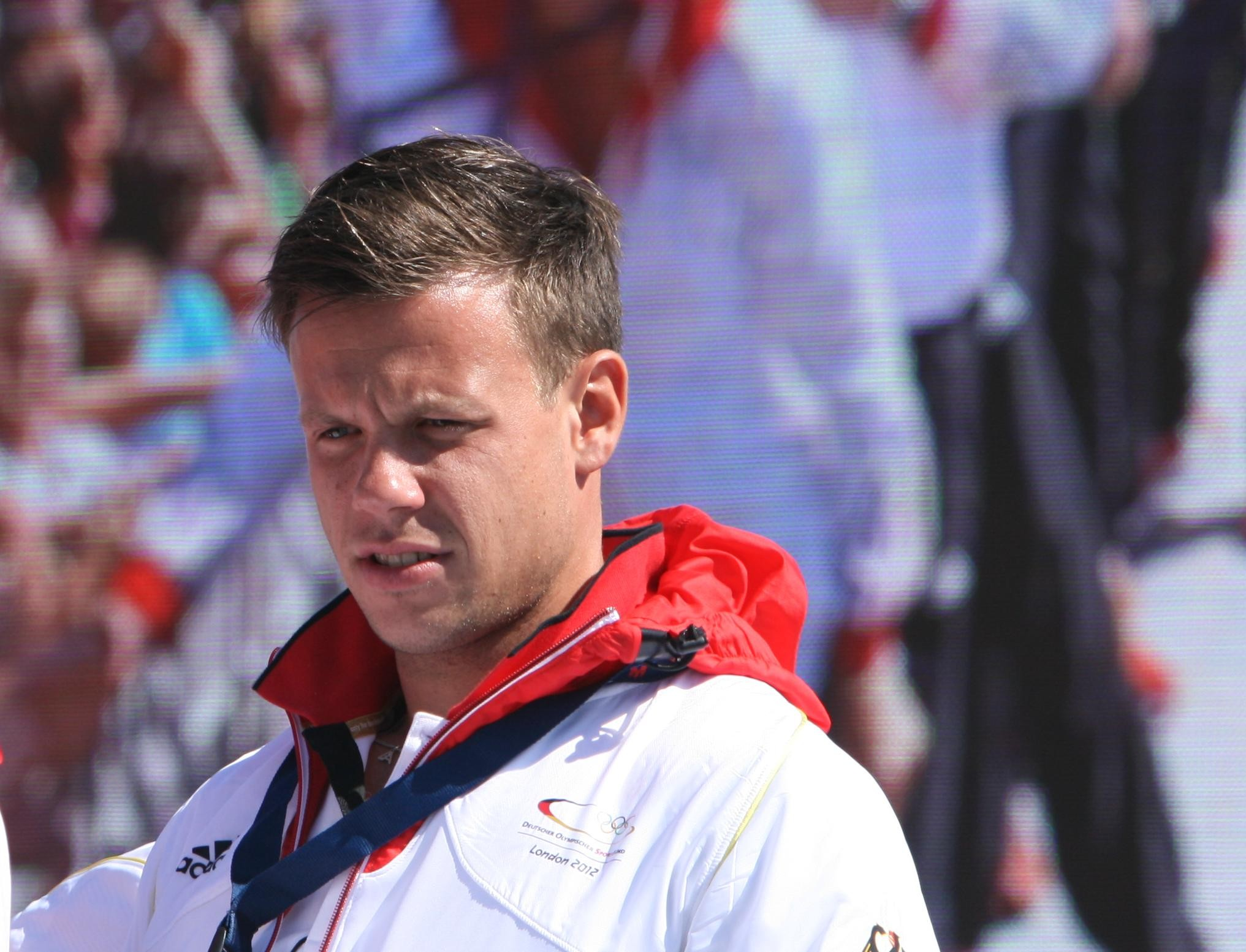
Alexander John beim Empfang der Olympioniken 2012 in Hamburg

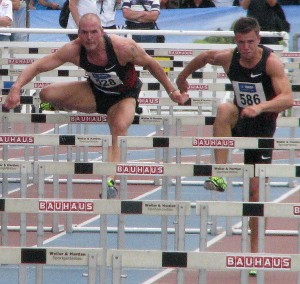
John (rechts) 2011 in Mannheim

Alexander John (* 3. Mai 1986 in Zeulenroda, Bezirk Gera, DDR) ist ein ehemaliger deutscher Leichtathlet, der sich auf den Hürdenlauf spezialisiert hatte.

## Karriere
2010 war er in der Halle Deutscher Meister über 60 Meter Hürden, 2012 gewann er seinen ersten Deutschen Meistertitel im Freien.
Erste internationale Erfolge hatte John bereits im Jugendbereich, als er 2003 Dritter bei den U18-Weltmeisterschaften wurde. 2005 belegte er den dritten Platz bei den Junioreneuropameisterschaften. Während er bei den Weltmeisterschaften 2009 und 2011 frühzeitig ausschied, erreichte er bei den Europameisterschaften 2010 den achten und 2012 den vierten Platz. Bei den Olympischen Spielen 2012 in London und den Olympischen Spielen 2016 in Rio de Janeiro schied er jeweils im Vorlauf aus.
2018 beendete John nach den Europameisterschaften seine sportliche Karriere und wurde anschließend als Trainer beim Deutschen Leichtathletik-Verband (DLV) aktiv.
Der 1,85 m große Hürdenläufer stellte seine Bestzeit von 13,35 s am 13. Juni 2009 in Mannheim und seine Hallenbestzeit über 60 Meter Hürden von 7,65 s am 28. Februar 2010 in Karlsruhe auf.

## Vereinszugehörigkeit
John begann beim TSV Zeulenroda mit der Leichtathletik und stieg bei TuS Jena in die deutsche Spitzenklasse im 110-Meter-Hürdenlauf auf. 2007 wechselte er zum LAZ Leipzig, wo der Sportsoldat unter Cheick-Idriss Gonschinska trainierte. Zurzeit trainiert er unter Ronald Stein.

## Sonstiges
John ist Sportsoldat der Bundeswehr-Sportfördergruppe im sächsischen Frankenberg.